# Hellinsia tumeo
Hellinsia tumeo – gatunek motyla z rodziny piórolotkowatych.

## Taksonomia
Gatunek ten opisany został po raz pierwszy w 2016 roku przez Ceesa Gielisa na łamach „Boletín de la Sociedad Entomológica Aragonesa”. Jako lokalizację typową wskazano Reserva Serra Bonita w Camacan w brazylijskim stanie Bahia.

## Morfologia
Motyl osiągający 18 mm rozpiętości skrzydeł. Głowę ma bladoszarobiałą z bladobrązowobiałą twarzą, szarobiałymi głaszczkami wargowymi i jasnoszarobrązowo-jasnoszarobiałymi, krótko orzęsionymi czułkami. Tegule są jasnoszarobiałe. Tułów jest szarawobiały z jasnobrązowoszarym kołnierzem. Skrzydło przednie powcinane jest do 3/5 długości. Ubarwienie wierzchu ma jasnoszarobiałe z brązowymi znakami, spodu jasnoszarobrązowe z ciemniejszymi kropkami, a strzępiny jasnoszarobiałe z ciemniejszym maźnięciem. Skrzydło tylne jest jasnoszare z wierzchu, jasnoszarobrązowe od spodu, bladoszare na strzępinach i opatrzone rdzawymi łuskami na żyłkach. Na grzbiecie bladoszarobiałego odwłoka biegną trzy jasnobeżowe linie podłużne.
Samiec ma niesymetrycznie zbudowane walwy – lewa jest zaopatrzona w długi i bardzo słabo zakrzywiony kolec sakularny znacznie przekraczający jej długość oraz w lekko haczykowaty guzek kukularny, prawa natomiast ma rozdęty i tępy wyrostek sakularny. Poza tym jego genitalia cechują się dwupłatowym tegumenem, krótkim i dość tęgim unkusem długości połowy tegoż, jukstą z dwoma niesymetrycznymi ramionami anellusa, wąskim i rozszerzonym środkiem winkulum oraz krótkim i zaokrąglonym na szczycie edeagusem bez cierni.

## Ekologia i występowanie
Owad neotropikalny, endemiczny dla Brazylii, znany tylko z lokalizacji typowej. Odnaleziony w styczniu na rzędnych 800 m n.p.m.